# Colt Cabana
Scott Colton (nascido em 6 de maio de 1980) é um comentarista e lutador profissional americano, mais conhecido pelo nome de Colt Cabana . Ele está atualmente com contrato com a All Elite Wrestling (AEW) e New Japan Pro-Wrestling (NJPW). Cabana é uma ex- campeã nacional da NWA e também lutou como Scotty Goldman na World Wrestling Entertainment (WWE) e como o lutador mascarado Matt Classic na Wrestling Society X e Chikara.
Cabana começou sua carreira de wrestling profissional no meio-oeste. Ele competia rotineiramente em St. Paul, Minnesota, pela Steel Domain Wrestling em 2000 e 2001, muitas vezes se unindo ou enfrentando o rival e então amigo CM Punk. Cabana e Punk competiram extensivamente de Michigan à Pensilvânia, e notavelmente pela IWA-Midsouth em Indiana e Illinois. Cabana fez seu nome quando se juntou à ROH, onde foi colocado em uma rivalidade com Punk antes de se unir a Punk e Ace Steel para formar a aliança Second City Saints. Mais tarde, ele formou uma tag team com Punk para ganhar o World Tag Team Championship duas vezes . Ele também teve rivalidades com Homicide e o então campeão mundial Bryan Danielson.
Cabana também fez turnês em países fora dos Estados Unidos e fez parte da curta Wrestling Society X na MTV no final de 2006, onde retratou sua personalidade de wrestling "old school", o mascarado "Matt Classic". Em 2007, ele deixou a ROH para lutar na Ohio Valley Wrestling, um território em desenvolvimento da World Wrestling Entertainment, onde ganhou o Television Championship uma vez e o Southern Tag Team Championship uma vez com Charles Evans e outra com Shawn Spears. Ele fez várias aparições como Scotty Goldman com a WWE em sua marca SmackDown antes de ser dispensado de seu contrato em fevereiro de 2009. Cabana foi duas vezes campeã mundial dos pesos pesados da NWA e uma vez campeã britânica dos pesos pesados . Ele também é um ex-NWA National Heavyweight Champion e uma vez JCW World Heavyweight Champion.
Cabana nasceu em Deerfield, Illinois, em uma família judia. Ele frequentou a Western Michigan University e jogou no time de futebol deles até se formar em 2002 em marketing empresarial.

## Vida pessoal
Em fevereiro de 2015, o médico da WWE Christopher Amann abriu um processo contra Colton e Phillip Brooks (CM Punk) por comentários feitos durante um episódio de novembro de 2014 do podcast. Amann estava buscando cerca de US $ 4 milhões em indenização e um valor não revelado em indenizações punitivas. Em 2018, o caso foi a julgamento, onde um júri decidiu a favor de Colton e Brooks.
Em agosto de 2018, Colton entrou com um processo contra Brooks, alegando quebra de contrato e fraude devido ao suposto acordo de Brooks e posterior recusa em pagar os honorários advocatícios de Colton pelo processo Amann. Colton pediu US $ 200.000 por danos e um adicional de US $ 1 milhão por danos punitivos. Brooks entrou com uma reconvenção contra Colton por US $ 600.000 e taxas adicionais no mês de junho seguinte. Ambas as ações foram encerradas em setembro de 2019. De acordo com a PWInsider, o acordo não envolveu compensação financeira.